# Pål Bye
Pål Bye, norveški rokometaš, * 21. maj 1946, Oslo.
Leta 1972 je na poletnih olimpijskih igrah v Münchnu v sestavi norveške rokometne reprezentance osvojil deveto mesto.